# بخش گرینسبورگ (شهرستان پوتنام، اوهایو)
بخش گرینسبورگ (به انگلیسی: Greensburg Township) یک منطقهٔ مسکونی در ایالات متحده آمریکا است که در شهرستان پاتنم، اوهایو واقع شده‌است.
 بخش گرینسبورگ ۷۸٫۳ کیلومتر مربع مساحت و ۱٬۴۲۵ نفر جمعیت دارد و ۲۲۲ متر بالاتر از سطح دریا واقع شده‌است.